# 英国人
英國人（英語：British people, Brits）是指持有英國國籍的人或英國公民。 不列顛人（Britons）最初是指原居於不列顛群島的凱爾特人，後為盎格魯撒克遜人所使用而轉為大不列颠岛上的盎格魯撒克遜人及其後代。
雖然英國人的早期主張可以追溯到中世紀晚期，但1603年的王室聯盟和1707年大不列顛王國的建立引發了英國的民族認同感。 18世紀和19世紀初，英國與法國發生了幾次全球衝突，形成了英國性和共同的英國身份認同，並在維多利亞時代進一步發展。 英國形成的複雜歷史在大不列顛和愛爾蘭創造了一種“特殊的民族意識和歸屬感”； 英國性變得“疊加在更古老的身份之上”，即英格蘭、蘇格蘭、威爾士和愛爾蘭文化，其獨特性仍然抵制同質化英國身份的概念。 由於長期存在的種族教派分歧，英國人在北愛爾蘭的身份認同存在爭議，但聯合主義者對此深信不疑。
現代英國人的後裔主要來自11世紀及之前在英國定居的各種族群：史前不列顛人、羅馬人、盎格魯-撒克遜人、北歐人和諾曼人。 不列顛群島的進步政治統一促進了中世紀晚期、現代早期及以後英格蘭、蘇格蘭和威爾士人民之間的移民、文化和語言交流以及通婚。 自1922年及更早以來，來自現在的愛爾蘭共和國、英聯邦、歐洲大陸和其他地方的人們一直移民到英國； 他們和他們的後代大多是英國公民，其中一些人具有英國雙重身份，其中包括英國黑人和亞裔英國人，他們合計約佔英國人口的10%。
英國是一個多元化、多民族、多文化和多語言的國家，具有“強烈的地方口音、表達方式和身份認同”。自19世紀以來，英國的社會結構發生了翻天覆地的變化，宗教信仰的衰落、中產階級的擴大和種族多樣性的增加，特別是自1950年代以來，大英帝國的公民被鼓勵移民到英國，作為二戰後恢復工作的一部分。
英國人口約6600萬，約1.4億英國僑民集中在美國、澳大利亞、加拿大和新西蘭，少數集中在愛爾蘭共和國、智利、南非和加勒比地區。